# Salesita
Salesita es un yodato de cobre perteneciente a la clase IV (óxidos e hidróxidos), según la clasificación de Strunz. Fue descubierta en 1936, nombrada en honor a Reno Haber Sales, reconocido geólogo jefe de la Anaconda Copper Mining Company y sus subsidiarias; quien también fue responsable del trabajo pionero que condujo al conocimiento actual de la geología en Chuquicamata, sin embargo, este mineral fue descrito hasta 1939 por Charles Panache y O. Jarrel. Su localidad tipo es Chuquicamata, Región de Antofagasta, Chile. La salesita es un mineral muy raro, encontrado en sólo dos minas chilenas.

## Propiedades cristalográficas y ópticas
Su sistema cristalográfico es ortorrómbico, generalmente se presenta con un hábito prismático, al igual que en forma de agregados granulares. Es perteneciente al grupo espacial Pnma y a la clase cristalográfica mmm (2/m 2/m 2/m) Di piramidal.    

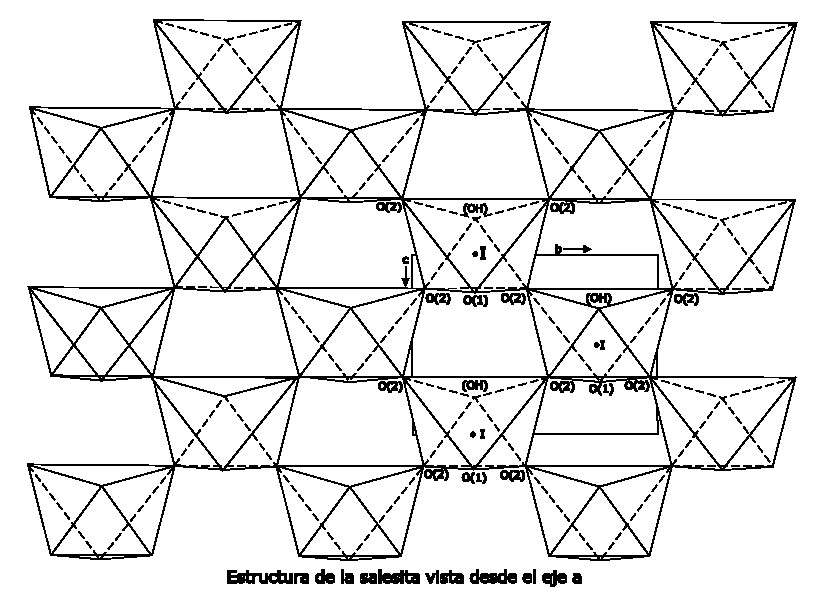
Estructura cristalina de la Salesita

En cuanto a sus propiedades ópticas, presenta signo óptico biaxial negativo con un ángulo 2V= 0-5° y relieve muy alto al igual que una birrefringencia máxima de 0,289. Presenta pleocroísmo.

## Formación y yacimientos
Ha sido descubierto en la mina Chuquicamata y en la localidad Aguada de Cachinal, ambas en la Región de Antofagasta, Chile. Tales lugares son de clima árido, y el entorno geológico donde fue encontrado este mineral es una zona oxidada de depósito de cobre. 
Los minerales asociados comúnmente son el cuarzo, la plagioclasa, la caolinita, el yeso y la lindgrenita.

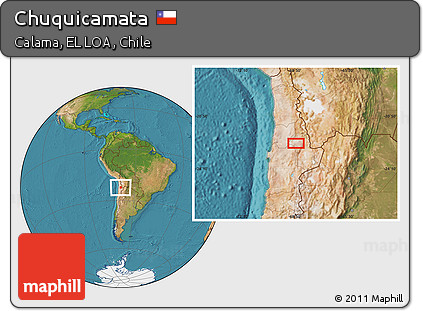
Geolocalización de Chuquicamata, Chile